# 柴瓦哈薩山
14°50′19″S 72°39′01″W / 14.83861°S 72.65028°W
柴瓦哈薩山（Challwa Q'asa），是秘魯的山峰，位於該國南部阿雷基帕大區，由拉烏尼翁省的普伊卡區負責管轄，屬於萬索山脈的一部分，海拔高度5,000米。